# Temporada da NHL de 1945–46
A temporada da NHL de 1945–46 foi a 29.ª  temporada da National Hockey League (NHL). Seis times jogaram 50 partidas cada. O Montreal Canadiens  venceu a Stanley Cup.

## Negócios da Liga
Luzes vermelhas sincronizadas para assinalar os gols ficaram obrigatórias para todos os rinks da NHL.
Houve rumores na imprensa que Lester Patrick planejava deixar de ser administrador-geral do New York Rangers. Em 22 de fevereiro de 1946, ele anunciou sua aposentadoria da posição de administrador-geral, todavia ele permaneceria como vice-presidente do Madison Square Garden.

## Temporada Regular
Os veteranos voltaram para seus times nesse ano, com o fim da Segunda Guerra Mundial, mas muitos viram que não poderiam voltar à velha forma. Um que voltou à forma antiga foi o homem antes conhecido como "Mr. Zero" —, goleiro do Boston Bruins, Frank Brimsek. Ele foi muito vazado na partida contra Chicago por 8-3, mas ficou melhor jogo a jogo. Os Bruins não ficaram na primeira posição por um ponto,e então terminaram em segundo. Brimsek fez parte do Segundo Time das Estrelas, como resultado.
Max Bentley de Chicago liderou a liga na pontuação, e, por conta da "Linha Pony" incluindo ele, seu irmão Doug e Bill Mosienko, os Black Hawks ficaram na primeira posição por um ponto. Mas o azar se abateu sobre os Hawks quando Doug Bentley machucou seu joelho em um jogo de 23 de janeiro e o time pereceu. 
Frank Patrick, antigo presidente da Pacific Coast Hockey Association e também ex-diretor e administrador da NHL, sofreu um ataque cardíaco e não foi liberado do hospital por várias semanas.
Uma bomba explodiu em 30 de janeiro de 1946, quando o defensor Babe Pratt foi expulso da NHL por apostar em partidas. Todavia, ele apenas apostava no seu time e apelou contra a expulsão. Como promessa, ele não apostaria em nenhum jogo mais, e ele foi restabelecido. Pratt perdeu 9 jogos durante sua suspensão.
O jogador dos Maple Leafs Gaye Stewart liderou a artilharia da liga com 37 gols, mas o Toronto terminou em quinto e ficou de fora dos playoffs.
Bill Durnan igualou o recorde de George Hainsworth de três Troféus Vezina consecutivos e liderou a liga com 4 jogos sem levar gols.

### Classificação Final
Nota: PJ = Partidas Jogadas, V = Vitórias, D = Derrotas, E = Empates, Pts = Pontos, GP = Gols Pró, GC = Gols Contra, PEM=Penalizações em Minutos

Times que se classificaram aos play-offs estão destacados em negrito
| National Hockey League | PJ | V  | D  | E  | Pts | GP  | GC  | PEM |
| ---------------------- | -- | -- | -- | -- | --- | --- | --- | --- |
| Montreal Canadiens     | 50 | 28 | 17 | 5  | 61  | 172 | 134 | 337 |
| Boston Bruins          | 50 | 24 | 18 | 8  | 56  | 167 | 156 | 273 |
| Chicago Black Hawks    | 50 | 23 | 20 | 7  | 53  | 200 | 178 | 339 |
| Detroit Red Wings      | 50 | 20 | 20 | 10 | 50  | 146 | 159 | 298 |
| Toronto Maple Leafs    | 50 | 19 | 24 | 7  | 45  | 174 | 185 | 247 |
| New York Rangers       | 50 | 13 | 28 | 9  | 35  | 144 | 191 | 285 |

### Artilheiros
PJ = Partidas Jogadas, G = Gols, A = Assistências, Pts = Pontos, PEM = Penalizações em Minutos
| Jogador         | Time                | PJ | G  | A  | Pts | PEM |
| --------------- | ------------------- | -- | -- | -- | --- | --- |
| Max Bentley     | Chicago Black Hawks | 47 | 31 | 30 | 61  | 6   |
| Gaye Stewart    | Toronto Maple Leafs | 50 | 37 | 15 | 52  | 8   |
| Toe Blake       | Montreal Canadiens  | 50 | 29 | 21 | 50  | 2   |
| Clint Smith     | Chicago Black Hawks | 50 | 26 | 24 | 50  | 2   |
| Bill Mosienko   | Chicago Black Hawks | 40 | 18 | 30 | 48  | 12  |
| Maurice Richard | Montreal Canadiens  | 50 | 27 | 21 | 48  | 50  |
| Ab DeMarco      | New York Rangers    | 50 | 20 | 27 | 47  | 20  |
| Elmer Lach      | Montreal Canadiens  | 50 | 13 | 34 | 47  | 34  |
| Alex Kaleta     | Chicago Black Hawks | 49 | 19 | 27 | 46  | 17  |
| Billy Taylor    | Toronto Maple Leafs | 48 | 23 | 18 | 41  | 14  |

## Prêmios da NHL
| Copa O'Brien:              | Boston Bruins                    |
| Troféu Príncipe de Gales:  | Montreal Canadiens               |
| Troféu Memorial Calder:    | Edgar Laprade, New York Rangers  |
| Troféu Memorial Hart:      | Max Bentley, Chicago Black Hawks |
| Troféu Memorial Lady Byng: | Toe Blake, Montreal Canadiens    |
| Troféu Vezina:             | Bill Durnan, Montreal Canadiens  |

### Times das Estrelas
| Primeiro Time                              | Position | Segundo Time                          |
| ------------------------------------------ | -------- | ------------------------------------- |
| Bill Durnan, Montreal Canadiens            | G        | Frank Brimsek, Boston Bruins          |
| Jack Crawford, Boston Bruins               | D        | Ken Reardon, Montreal Canadiens       |
| Emile "Butch" Bouchard, Montreal Canadiens | D        | Jack Stewart, Detroit Red Wings       |
| Max Bentley, Chicago Black Hawks           | C        | Elmer Lach, Montreal Canadiens        |
| Maurice Richard, Montreal Canadiens        | RW       | Bill Mosienko, Chicago Black Hawks    |
| Gaye Stewart, Toronto Maple Leafs          | LW       | Toe Blake, Montreal Canadiens         |
| Dick Irvin, Montreal Canadiens             | Coach    | Johnny Gottselig, Chicago Black Hawks |

## Estreias
O seguinte é uma lista de jogadores importantes que jogaram seu primeiro jogo na NHL em 1945-46 (listados com seu primeiro time, asterisco(*) marca estreia nos play-offs):
- Leo Reise, Chicago Black Hawks
- George Gee, Chicago Black Hawks
- Jimmy Peters, Montreal Canadiens
- Cal Gardner, New York Rangers
- Edgar Laprade, New York Rangers
- Tony Leswick, New York Rangers
- Jimmy Thomson, Toronto Maple Leafs

## Últimos Jogos
O seguinte é uma lista de jogadores importantes que jogaram seu último jogo na NHL em 1945-46 (listados com seu último time):
- Herb Cain, Boston Bruins
- Mike Karakas, Chicago Black Hawks
- Carl Liscombe, Detroit Red Wings
- Earl Seibert, Detroit Red Wings
- Flash Hollett, Detroit Red Wings
- Mud Bruneteau, Detroit Red Wings
- Syd Howe, Detroit Red Wings
- Ott Heller, New York Rangers
- Lynn Patrick, New York Rangers
- Frank McCool, Toronto Maple Leafs
- Bob Davidson, Toronto Maple Leafs
- Sweeney Schriner, Toronto Maple Leafs
- Lorne Carr, Toronto Maple Leafs
- Mel Hill, Toronto Maple Leafs